# Glossosoma oregonense
Glossosoma oregonense är en nattsländeart som beskrevs av Yong Ling 1938. Glossosoma oregonense ingår i släktet Glossosoma och familjen stenhusnattsländor. Inga underarter finns listade i Catalogue of Life.